# Кавкаска кока
Кавкаска кока (лат. Tetraogallus caucasicus) је врста птице из рода Tetraogallus породице фазана (Phasianidae). Ендемит је Кавказа, а најприсутнија је на западу овог планинског венца, насељава голе стеновите планине, на надморској висини од 1.800–4.000 m. Храни се семењем и другом храном биљног порекла лишћем, изданцима и плодовима. Ван сезоне гнежђења живи у малим јатима.

## Опис
Кавкаска кока достиже дужину од 50–60 cm и тежину од 1,6 до 2,4 kg. Има велики труп, малу главу, кратак врат, мали кљун, кратке и дебеле ноге, крила су кратка, реп релативно дуг и благо заобљен. Перје је шарено, сиво, смеђе, бело и црно, али из даљине кавкаска кока изгледа као да је сиве боје. Груди су тамније, а бокови риђи него остатак тела. Грло је беле боје, а има и белу линију на врату са бочних страна.
Кавкаска кока највећи део времена проводи на тлу, брзо се креће, чак и на стрмим падинама, своја крила користи да одржи равнотежу. У случају опасности трчи ка литици са које може да одлети у клисуру.
У лету видљива су бела летна пера и бела пера са доње стране репа, као и риђа пера на ивицама репа. Перје мужјака и женке је слично, а перје младунаца је једноличније од перја одраслих.

## Размножавање
Сезона размножавања почиње почетком априла, током тог периода јата птица које су заједно преживеле зиму се распршују. Мужјаци се међусобно боре и привлаче женке певањем. У сезони парења мужјаци једу мало и значајно смањују тежину.
Парови се гнезде на голом тлу и полажу 5-8 јаја зеленкасте боје, на којима лежи само женка.
Након излегања пилићи брзо расту и већ са 3 месеца старости достижу величину одраслих јединки. Зрелост достижу до пролећа наредне године.

## Угроженост
Кавкаска кока према Међународној унији за заштиту природе (IUCN) није угрожена врста и постоји мали ризик од њеног изумирања.